# Naissance en 1927
Naissance
- 1923
- 1924
- 1925
- 1926
- 1927
- 1928
- 1929
- 1930
- 1931

Cette page dresse une liste de personnalités nées au cours de l'année 1927 présentée dans l'ordre chronologique.
La liste des personnes référencées dans Wikipédia est disponible dans la page de la Catégorie: Naissance en 1927.

## Janvier
- 1er janvier :
  - Maurice Béjart, chorégraphe français († 22 novembre 2007).
  - Henri Bertrand, coureur cycliste français († 19 décembre 1989).
  - Brahim Khouaja, homme politique tunisien († 18 octobre 2019).
  - Abdelhamid Bouchouk, footballeur franco-algérien († 9 octobre 2004).
  - François Geeraerts, footballeur belge († 12 novembre 2008).
  - Cherif Kheddam, chanteur, compositeur et poète algérien en langue kabyle († 23 janvier 2012).
  - Maryan S. Maryan, peintre américain d'origine polonaise († 15 juin 1977).
- 2 janvier :
  - Robert Alt, bobeur suisse († 4 décembre 2017).
  - Jean Thiercelin, poète, peintre et dessinateur surréaliste français († 29 avril 1999).
  - Grigóris Várfis, homme politique grec († 10 septembre 2017).
- 3 janvier : William Boyett, acteur américain († 29 décembre 2004).
- 4 janvier : 
  - Paul Desmarais (père), homme d'affaires et milliardaire  canadien († 8 octobre 2013).
  - Barbara Rush, actrice américaine († 31 mars 2024).
- 5 janvier : Claude Prouvoyeur, homme politique français († 17 janvier 2018).
- 6 janvier :
  - Georges Romathier, peintre et lithographe français († 4 janvier 2017).
  - Pierre Sidos, homme politique français († 4 septembre 2020).
- 7 janvier : George Hatsopoulos, physicien et ingénieur mécanicien grec et américain († 20 septembre 2018).
- 8 janvier :
  - Monique Brossard-Le Grand, chirurgienne française († 25 juin 2016).
  - Gabriel Gascon, acteur canadien († 30 mai 2018).
  - Virginia T. Norwood, physicienne américaine († 26 mars 2023).
- 9 janvier : Adolfo Antonio Suárez Rivera, cardinal mexicain, archevêque émérite de Monterrey († 22 mars 2008).
- 10 janvier :
  - Giovanni Campari, joueur et entraineur de football italien († 7 octobre 2016).
  - Robert Ducret, homme politique suisse († 28 septembre 2017).
- 12 janvier :
  - Joseph Aucourt, footballeur français († 27 décembre 1989).
  - Salvatore Martirano, compositeur américain († 17 novembre 1995).
- 13 janvier :
  - Sydney Brenner, biologiste sud-africain († 5 avril 2019).
  - Dimitri, auteur de bandes dessinées et écrivain français († 11 janvier 2022).
- 14 janvier : Zuzana Růžičková, claveciniste tchèque († 27 septembre 2017).
- 15 janvier :
  - Gretta Chambers, journaliste canadienne († 9 septembre 2017).
  - Kirti Nidhi Bista, homme d'État népalais († 11 novembre 2017).
- 19 janvier : Carlos Oviedo Cavada, cardinal chilien († 7 décembre 1998).
- 20 janvier :
  - Fernand Colleye, journaliste belge († 15 mars 2018).
  - Bo Mya, homme politique birman († 24 décembre 2006).
  - Olivier Strebelle, sculpteur belge († 29 juillet 2017).
- 21 janvier :
  - Joseph Ibáñez, footballeur français († 20 juin 2009).
  - Rudolf Krause, joueur et entraineur de football allemand († 12 décembre 2003).
  - René Lenoir, haut fonctionnaire et homme politique français († 16 décembre 2017).
- 22 janvier :
  - Ilja Bergh, compositeur et pianiste danois († 5 septembre 2015).
  - Gérald Collot, peintre, lithographe abstrait et historien de l'art français († 11 octobre 2016).
  - Robert Gay, missionnaire catholique canadien († 29 juin 2016).
  - Walter Sparrow, acteur britannique († 31 mai 2000).
- 23 janvier : Henri Martin, militant du parti communiste français († 17 février 2015).
- 24 janvier :
  - Christopher Chapman, réalisateur, directeur de la photographie, monteur et producteur canadien († 24 octobre 2015).
  - Marvin Kaplan, acteur américain († 25 août 2016).
  - Phyllis Lambert, architecte canadienne.
  - Gilbert Lelord, pédopsychiatre français († 4 janvier 2017).
  - Jean Raine, peintre, poète et écrivain belge († 30 juin 1986).
  - Jackie Sewell, footballeur anglais puis zambien († 26 septembre 2016).
- 25 janvier : 
  - Maurice Bernard, peintre français († 7 mars 2005).
  - Raymond Bouchex, évêque catholique français, archevêque émérite d'Avignon († 9 mai 2010).
  - Antônio Carlos Jobim, musicien brésilien († 8 décembre 1994).
  - Gildas Molgat, homme politique canadien († 28 février 2001).
  - Gregg Palmer, acteur américain († 31 octobre 2015).
- 28 janvier : Sheila Finestone, politicienne québécoise († 8 juin 2009).
- 29 janvier : Leyla Vekilova, danseuse et professeure de ballet azérie († 20 février 1999).
- 30 janvier : 
  - Sterling Lyon, premier ministre du Manitoba († 16 décembre 2010).
  - Ahmed Abdul Malik, contrebassiste de jazz américain († 2 octobre 1993).
  - Olof Palme : homme d'État suédois († 28 février 1986).
  - Robert Goossens, bijoutier et orfèvre français († 7 janvier 2016).
- 31 janvier : Lorraine Warren, médium et écrivaine américaine († 18 avril 2019).

## Février
- 2 février : Stan Getz, saxophoniste de jazz américain († 6 juin 1991).
- 3 février : Marcel Cavaillé, homme politique français († 14 février 2013).
- 4 février :
  - Horst Ehmke, homme politique allemand († 12 mars 2017).
  - Mola Njoh Litumbe, homme politique camerounais († 26 mai 2020).
  - Daniel Schintone, peintre français († 20 juin 2015).
  - Huguette Uguay, comédienne et professeure de diction canadienne († 11 décembre 2018).
- 5 février :
  - Ella Snoep, actrice néerlandaise († 24 mai 2009).
  - Franciszka Szymakowska, géologue polonaise († 2007).
  - Jacob Veldhuyzen van Zanten, pilote néerlandais lors du crash de Tenerife († 27 mars 1977).
- 6 février :
  - Felix Gerritzen, footballeur allemand († 3 juillet 2007).
  - José Tohá, journaliste, avocat et homme politique chilien († 15 mars 1974).
- 7 février :
  - Anne-Marie Caffort Ernst, peintre française († 12 février 2014).
  - Juliette Gréco, chanteuse et comédienne française († 23 septembre 2020).
- 9 février : Jean Cuisenier, philosophie et ethnologue français († 23 juin 2017).
- 10 février : Petar Mazev, peintre macédonien († 13 mars 1993).
- 11 février : Michel Sénéchal, chanteur classique (ténor) et pédagogue français († 1er avril 2018).
- 12 février :
  - Anne-Marie Caffort Ernst, peintre française († 12 février 2014).
  - Ann Gillis, actrice américaine († 31 janvier 2018).
- 13 février :
  - Ralph Mercier, homme politique canadien († 13 février 2020).
  - Marcel Mouchel, joueur et entraineur de football français († 7 mars 2012).
- 14 février :
  - Roy Adzak, peintre, graveur, photographe et sculpteur britannique († 30 janvier 1987).
  - Robert Fossaert, sociologue et économiste français († 26 février 2015).
- 15 février : Carlo Maria Martini, cardinal italien, archevêque émérite de Milan († 31 août 2012).
- 17 février : Paul Lombard, avocat et écrivain français († 15 janvier 2017).
- 18 février :
  - Rik Battaglia, acteur italien († 27 mars 2015).
  - Osvaldo Bayer, historien, écrivain, journaliste et scénariste argentin († 24 décembre 2018).
- 19 février :
  - Pierre Bourson, médecin, historien, écrivain et homme politique français († 7 mars 2016).
  - Pierre Guénin, journaliste de cinéma, peintre, dramaturge, écrivain et militant LGBT français († 1er mars 2017).
  - Jean Smilowski, peintre français († 18 décembre 1989).
- 20 février :
  - Ibrahim Ferrer, musicien Cubain († 6 août 2005).
  - Hubert de Givenchy, créateur de parfums français († 10 mars 2018).
  - Sidney Poitier, acteur et réalisateur américano-bahaméen († 6 janvier 2022).
- 21 février : Paul Préboist, acteur français († 4 mars 1997).
- 22 février : Michel Leplay, pasteur protestant français († 26 février 2020).
- 23 février : Nadine Alari, actrice et auteure française († 24 novembre 2016).
- 24 février : Emmanuelle Riva, actrice française († 27 janvier 2017).
- 25 février : Ralph Stanley, chanteur et musicien américain de bluegrass († 23 juin 2016).
- 28 février :
  - John Carson, acteur britannique († 5 novembre 2016).
  - Walter Dürst, joueur de hockey sur glace suisse († 2 mai 2016).
  - François Laborde, prêtre catholique français († 25 décembre 2020).

## Mars
- 1er mars :
  - Harry Belafonte, chanteur américain († 25 avril 2023).
  - Claude Gensac, actrice française († 27 décembre 2016).
- 2 mars :
  - Miklos Bokor, peintre français d'origine hongroise († 18 mars 2019).
  - John Brademas, homme politique, enseignant et physicien américain († 11 juillet 2016).
  - Piotr Kowalski, sculpteur et architecte polonais († 7 janvier 2004).
  - Witold Szalonek, compositeur polonais († 12 octobre 2001).
  - Roger Walkowiak, coureur cycliste français († 6 février 2017).
- 3 mars :
  - Pierre Aubert, homme politique suisse († 8 juin 2016).
  - Christian Menn, ingénieur civil suisse († 16 juillet 2018).
- 4 mars : Thayer David, acteur américain († 17 juillet 1978).
- 5 mars :
  - Jack Cassidy, acteur américain († 12 décembre 1976).
  - Jean Mingam, peintre et sculpteur français († 29 janvier 1987).
- 6 mars :
  - Gabriel García Márquez, écrivain colombien († 14 avril 2014).
  - Gordon Cooper, astronaute américain († 4 octobre 2004).
- 7 mars :
  - Jean Badal, directeur de la photographie français d'origine hongroise († 9 octobre 2015).
  - James Broderick, acteur américain († 1er novembre 1982).
- 8 mars :
  - Stanisław Kania, homme politique polonais († 3 mars 2020).
  - Werner Potzernheim, coureur cycliste allemand († 22 avril 2014).
- 9 mars : Jaime de Armiñán, réalisateur espagnol († 10 avril 2024).
- 10 mars :
  - Paul Frantz, entraineur de football français († 30 septembre 2016).
  - Barbara Sinatra, mannequin, showgirl et scénariste américaine († 25 juillet 2017).
  - Dora van der Groen, actrice belge († 8 novembre 2015).
  - Paul Wunderlich, graveur, lithographe, peintre et sculpteur allemand († 6 juin 2010).
- 11 mars :
  - Mario Baroni, coureur cycliste italien († 1er août 1994).
  - Vince Boryla, joueur, entraîneur et dirigeant américain de basket-ball († 27 mars 2016).
  - Jacques Dominati, homme politique français († 8 septembre 2016).
  - Metin Eloğlu, poète et peintre turc († 11 octobre 1985).
  - Freda Meissner-Blau, femme politique autrichienne († 22 décembre 2015).
  - Michiko Ishimure, poétesse et écrivaine japonaise († 10 février 2018).
- 13 mars :
  - Gabriel Bach, juriste israélien d'origine allemande († 18 février 2022).
  - Lucien Kroll, architecte belge († 2 août 2022).
- 15 mars : Jack Lindquist, directeur publicitaire des studios Disney et l'un des présidents de Disneyland Inc († 28 février 2016).
- 16 mars :
  - Dick Beals, acteur américain († 29 mai 2012).
  - Vladimir Komarov, cosmonaute soviétique († 24 avril 1967).
  - Annie Saumont, femme de lettres et traductrice française († 31 janvier 2017).
  - Georges Séguy, syndicaliste français († 13 août 2016).
- 17 mars :
  - Patrick Allen, acteur britannique († 28 juillet 2006).
  - Roberto Suazo Córdova, homme d'État hondurien († 22 décembre 2018).
  - Rudy Ray Moore, humoriste, musicien, chanteur, acteur et producteur de cinéma américain († 19 octobre 2008).
- 18 mars : Mohamed Abdelghani, homme d'État algérien († 22 septembre 1996).
- 19 mars : Francisco González Ledesma, écrivain espagnol († 2 mars 2015).
- 20 mars :
  - Thérèse Dion, personnalité publique, femme d'affaires et animatrice de télévision canadienne († 17 janvier 2020).
  - John Joubert, compositeur britannique d’origine sud-africaine († 7 janvier 2019).
  - Julio Ribera, dessinateur et scénariste de bandes dessinées espagnol († 26 mai 2018).
- 21 mars : Hans-Dietrich Genscher, avocat et homme d'État allemand († 31 mars 2016).
- 22 mars :
  - Antonio Isasi-Isasmendi, réalisateur espagnol († 28 septembre 2017).
  - Nicolas Tikhomiroff, photographe français († 17 avril 2016).
- 23 mars : Régine Crespin, cantatrice française († 5 juillet 2007).
- 24 mars : 
  - Brahim Chibout, homme politique algérien († 1er août 2015).
  - Martin Walser, écrivain allemand († 28 juillet 2023).
- 25 mars :
  - Sylvia Anderson, productrice de télévision britannique († 15 mars 2016).
  - Tina Anselmi, femme politique italienne († 1er novembre 2016).
  - Monique van Vooren, actrice et danseuse américaine d'origine belge († 25 janvier 2020).
  - Gerald Joseph Wasserburg, géochimiste américain († 13 juin 2016).
- 27 mars :
  - Mo Ostin, producteur de musique américain († 31 juillet 2022).
  - Mstislav Rostropovitch, violoncelliste russe († 27 avril 2007).
  - Karl Stotz, footballeur autrichien († 4 avril 2017).
- 29 mars :
  - Roger Hentz, peintre français († 14 décembre 2009).
  - John McLaughlin, animateur de télévision et commentateur politique américain († 16 août 2016).
- 30 mars :
  - Robert Armstrong, fonctionnaire et pair à vie britannique († 3 avril 2020).
  - Egon Günther, réalisateur et écrivain allemand († 31 août 2017).
  - Alma Levant Hayden, chimiste américaine († 2 août 1967).
- 31 mars :
  - César Chávez, syndicaliste paysan américain († 23 avril 1993).
  - Vladimir Ilyushin, pilote d'essai soviétique († 1er mars 2010).
  - Eduardo Martínez Somalo, cardinal espagnol († 10 août 2021).
  - Ep Wieldraaijer, homme politique néerlandais († 16 février 2017).

## Avril
- 1er avril :
  - Walter Bahr, footballeur américain († 18 juin 2018).
  - Jacques Mayol, apnéiste français († 22 décembre 2001).
  - Ferenc Puskás, footballeur hongrois († 17 novembre 2006).
  - Jacques Vandier, homme d'affaires français († 30 mars 2020).
- 2 avril :
  - Rita Gam, actrice américaine († 22 mars 2016).
  - Willem van Genk, peintre et sculpteur néerlandais († 12 mai 2005).
  - Betty Hay, biologiste américaine († 20 août 2007).
  - Jerzy Katlewicz, chef d'orchestre et compositeur polonais († 16 novembre 2015).
  - Rembert Weakland, moine bénédictin américain († 22 août 2022).
- 3 avril :
  - John Parks, joueur de basket-ball américain († 13 mars 2018).
  - Éva Székely, nageuse hongroise († 29 février 2020).
- 5 avril : Xavier Baronnet, évêque catholique française, jésuite, évêque émérite de Port-Victoria († 8 septembre 2012).
- 6 avril :
  - Gerry Mulligan, saxophoniste de jazz américain († 20 janvier 1996).
  - Fethia Mzali, femme politique tunisienne († 12 février 2018).
- 7 avril :
  - Guy-Pierre Cabanel, homme politique français († 15 mars 2016).
  - Pierre Vidal, organiste, compositeur et musicologue français († 5 février 2010).
- 8 avril : André Chadeau, haut fonctionnaire et administrateur d'entreprise français († 11 janvier 2017).
- 9 avril : Claude Vallois, peintre français († 2 novembre 2009).
- 10 avril : Marc'O, écrivain français († 11 juin 2025).
- 11 avril : Domenico Guaccero, compositeur italien († 24 avril 1984).
- 12 avril : Suzanne Orts, figure française de la résistance († 21 février 2018).
- 14 avril :
  - Marcel Berger, mathématicien français († 15 octobre 2016).
  - Henri Huet, peintre et reporter-photographe de guerre français († 10 février 1971).
- 15 avril :
  - Thomas Blatt, juif polonais survivant du camp d'extermination de Sobibor († 31 octobre 2015).
  - Carucio Severo, footballeur brésilien († 22 juillet 1994).
  - Kurt Svensson, footballeur suédois († 11 juillet 2016).
- 16 avril :
  - Claus Arndt, avocat et homme politique allemand († 10 février 2014).
  - Joseph Ratzinger, 265e pape sous le nom de Benoît XVI († 31 décembre 2022).
  - John Chamberlain, sculpteur américain († 21 décembre 2011).
  - Peter Mark Richman, acteur américain († 14 janvier 2021).
- 17 avril :
  - Margot Honecker, femme politique est-allemande († 6 mai 2016).
  - Jacques Noyer, évêque catholique français, évêque émérite d'Amiens († 2 juin 2020).
  - Graziella Sciutti, cantatrice italienne († 9 avril 2001).
- 18 avril :
  - Hans E. Deutsch, peintre suisse († 15 juin 2014).
  - Charles Pasqua, homme politique français († 29 juin 2015).
- 19 avril : Samppa Uimonen, joueur finlandais de kantele et de musique traditionnelle Carélienne († 18 mai 2001).
- 20 avril :
  - Claude Augereau, peintre et aquarelliste français († 23 juillet 1988).
  - Kazue Morisaki, écrivaine japonaise († 15 juin 2022).
- 21 avril : Charles-Henri Favrod, journaliste, photographe, essayiste, directeur de publication et bellettrien suisse († 15 janvier 2017).
- 22 avril :
  - Laurel Aitken, chanteur de ska jamaïquain († 17 juillet 2005).
  - Pascal Bentoiu, compositeur et musicologue roumain, époux de la poétesse Annie Bentoiu († 21 février 2016).
  - Alfred Struwe, acteur allemand († 12 février 1998).
- 23 avril :
  - Michel Barbey, comédien français
  - Annapurna Devi, musicienne indienne († 13 octobre 2018).
  - Erol Keskin, footballeur turc († 1er octobre 2016).
- 24 avril : Jean Rabier, directeur de la photographie français († 15 février 2016).
- 25 avril :
  - Rémi Brodard, homme politique suisse († 3 janvier 2015).
  - Albert Uderzo, dessinateur français († 24 mars 2020).
- 26 avril :
  - Harry Gallatin, joueur et entraîneur de basket-ball américain († 7 octobre 2015).
  - Robert Jammes, hispaniste français († 12 octobre 2020).
  - Théo Tobiasse, peintre, graveur, dessinateur et sculpteur français († 3 novembre 2012).
- 27 avril :
  - Coretta Scott King, militante américaine du mouvement américain des droits civiques et épouse de Martin Luther King († 30 janvier 2006).
  - Olivér György Dely, herpétologiste hongrois († 19 novembre 2003).
  - Connie Kay, batteur de jazz américain († 30 novembre 1994).
  - Rina Levinson, aviatrice israélienne († 11 avril 2021).
- Sal Mosca, pianiste de jazz américain († 28 juillet 2007).
- 29 avril :
  - Sabino Acquaviva, sociologue italien († 29 décembre 2015).
  - Ted Burgin, footballeur anglais († 26 mars 2019).
  - Jean Cébron, danseur, chorégraphe et pédagogue français († 1er février 2019).
  - Big Jay McNeely, saxophoniste et chef d'orchestre américain († 16 septembre 2018).
  - Bill Slater, footballeur anglais († 18 décembre 2018).
- 30 avril : Fathima Beevi, magistrate et femme politique indienne († 23 novembre 2023).

## Mai
- 1er mai :
  - Greta Andersen, nageuse danoise († 6 février 2023).
  - Maurice Dumas, professeur et homme politique fédéral du Québec († 17 janvier 2015).
  - Philibert Randriambololona, prêtre jésuite malgache († 17 avril 2018).
  - Bernard Vukas, footballeur yougoslave († 4 avril 1983).
  - Albert Zafy, homme d'État malgache († 13 octobre 2017).
- 2 mai : Michael Broadbent, critique de vin, écrivain et commissaire-priseur britannique († 17 mars 2020).
- 3 mai :
  - Clelio Darida, homme politique italien († 11 mai 2017).
  - Mell Lazarus, auteur de bande dessinée américain († 24 mai 2016).
- 4 mai :
  - Marella Caracciolo di Castagneto, princesse italienne († 23 février 2019).
  - Jacques Lanzmann, écrivain français († 21 juin 2006).
  - Terry Scott, acteur britannique († 26 juillet 1994).
- 5 mai :
  - Pat Carroll, actrice américaine († 30 juillet 2022).
  - Robert Spaemann, philosophe catholique allemand († 10 décembre 2018).
- 6 mai : Jean Frisano, peintre, dessinateur et illustrateur français († 8 août 1987).
- 8 mai :
  - Nora Marks Dauenhauer, poète, écrivaine et anthropologue américaine et alaskaine tlingite († 25 septembre 2017).
  - Murray Lerner, producteur, scénariste et réalisateur de cinéma américain († 2 septembre 2017).
  - László Paskai, cardinal hongrois († 17 août 2015).
- 9 mai :
  - Manfred Eigen, biophysicien allemand († 6 février 2019).
  - Juan José Pizzuti, joueur de football professionnel puis entraineur argentin († 24 janvier 2020).
- 11 mai : Bernard Fox, acteur gallois († 14 décembre 2016).
- 12 mai : Mária Littomeritzky, nageuse hongroise († 24 décembre 2017).
- 13 mai : Pierre Falize, homme politique belge († 13 juillet 1980).
- 14 mai : 
  - Richard Muth, économiste et professeur d'économie américain († 10 avril 2018).
  - Herbert W. Franke, écrivain de science-fiction autrichien († 16 juillet 2022).
- 15 mai : Yeshi Donden, Médecin tibétain († 26 novembre 2019).
- 16 mai :
  - Paul Angerer, altiste, chef d’orchestre et compositeur autrichien († 26 juillet 2017).
  - Jean Marco Markovitch alias Marco Perrin, acteur français († 17 février 2014).
- 18 mai :
  - Egon Monk, réalisateur, metteur en scène de théâtre, acteur, dramaturge et auteur allemand († 28 février 2007).
  - François Nourissier, écrivain français († 15 février 2011).
  - Yoshio Tsuchiya, acteur japonais († 8 février 2017).
- 20 mai :
  - José Artur, animateur de radio journaliste français († 24 janvier 2015).
  - Franciszek Macharski, cardinal polonais († 2 août 2016).
  - Michel Scheuer, kayakiste allemand († 31 mars 2015).
  - David Hedison, acteur arméno-américain († 18 juillet 2019).
- 21 mai :Bill Holman, saxophoniste et arrangeur de jazz américain († 7 mai 2024).
- 22 mai :
  - Michael Constantine, acteur américain d'origine grecque († 31 août 2021).
  - George A. Olah, chimiste américain d'origine hongroise († 8 mars 2017).
- 23 mai : Jack Cropp, skipper néo-zélandais († 25 juin 2016).
- 24 mai : Renato Perona, coureur cycliste italien († 9 avril 1984).
- 25 mai :
  - Jacques Castex, peintre et graveur français († 15 octobre 2012).
  - Lindy Delapenha, footballeur jamaïcain († 26 janvier 2017).
  - Robert Ludlum, écrivain américain († 12 mars 2001).
- 26 mai :
  - David Edgerton, entrepreneur américain († 3 avril 2018).
  - Norman Petty, musicien, compositeur et producteur de musique américain († 15 août 1984).
- 27 mai : John Chapman, acteur et dramaturge britannique († 3 septembre 2011).
- 28 mai : Dennis Malcolm Reader, auteur de bande dessinée britannique  († 31 mars 1995).

- 29 mai : Varkey Vithayathil, cardinal indien († 1er avril 2011).
- 30 mai :
  - Carolyn Denning, pédiatre américaine († 10 janvier 2016).
  - Clint Walker, acteur américain († 21 mai 2018).
- 31 mai : Joe Robinson, acteur et cascadeur anglais († 3 juillet 2017).

## Juin
- 2 juin :
  - Dominique Blanchar, actrice française († 19 novembre 2018).
  - Inesa Kozlovskaya, psychologue russe († 19 février 2020).
- 4 juin : Geoffrey Palmer, acteur britannique († 5 novembre 2020).
- 5 juin : Roger Frezin, peintre français († 24 janvier 2012).
- 7 juin :
  - Herbert R. Axelrod, zoologiste et ichtyologiste américain († 15 mai 2017).
  - Enzo Bettiza,  journaliste, écrivain et homme politique italien († 28 juillet 2017).
  - Tadeusz Chmielewski, réalisateur, scénariste et producteur polonais († 4 décembre 2016).
  - Dee Dee Wood, chorégraphe américaine († 26 avril 2023).
- 8 juin :
  - John F. Murray, pneumologue américain († 24 mars 2020).
  - Wiktor Woroszylski, écrivain et poète polonais († 13 septembre 1996).
- 9 juin :
  - Franco Donatoni, compositeur italien († 17 août 2000).
  - René Farsy, aviateur français, chef pilote d'essai de la SNECMA († 31 janvier 2019).
  - André Maman, homme politique français († 13 avril 2018).
- 10 juin :
  - Hugo Budinger, joueur de hockey sur gazon allemand († 7 octobre 2017).
  - Eugene Parker, astrophysicien américain († 15 mars 2022).
- 11 juin : André Leysen, homme d'affaires belge († 11 juillet 2015).
- 14 juin : Walter Spitzer, peintre, lithographe et sculpteur français d'origine polonaise († 13 avril 2021).
- 15 juin :
  - Hélène Missoffe, femme politique française († 22 janvier 2015).
  - Georges Nasser, réalisateur libanais († 23 janvier 2019).
- 16 juin :
  - Tom Graveney, joueur de cricket anglais († 3 novembre 2015).
  - Robert Paul Kraft, astronome américain († 26 mai 2015).
  - Tömür Dawamat, homme politique chinois ouïghour († 19 décembre 2018).
- 17 juin : Boudjemaâ El Ankis, auteur-compositeur-interprète algérien de musique chaâbi († 2 septembre 2015).
- 19 juin : Luciano Benjamín Menéndez, général argentin († 27 février 2018).
- 21 juin : Carl Stokes, homme politique américain († 3 avril 1996).
- 23 juin :
  - Leonid Bogdanov, escrimeur soviétique († 12 mai 2021).
  - Bob Fosse, chorégraphe et réalisateur américain († 23 septembre 1987).
  - John Habgood, prélat anglican britannique († 6 mars 2019).
  - Jack Hoobin, coureur cycliste australien († 10 juin 2000).
  - Marc Jeuniau, journaliste sportif belge († 5 mai 2023).
  - Vadim Zagladine, homme politique et idéologue soviétique puis russe († 17 novembre 2006).
- 24 juin : Claude Verlinde, peintre, graveur et illustrateur français († 19 septembre 2020).
- 25 juin :
  - Louis-Georges Carrier, réalisateur québécois († 2 décembre 2016).
  - Gerald Freedman, metteur en scène de théâtre, parolier et librettiste américain († 17 mars 2020).
  - Philippe Jaulmes, architecte français († 11 septembre 2017).
- 26 juin :
  - Dimitar Iliev Popov, juriste et homme politique bulgare († 5 décembre 2015).
  - Jerry Schatzberg, photographe, réalisateur et scénariste américain.
- 27 juin : Livio Isotti, coureur cycliste italien († 19 septembre 1999).
- 28 juin :
  - Raymond Lévy, ingénieur et chef d'entreprise français († 10 octobre 2018).
  - Boris Shilkov, patineur de vitesse soviétique puis russe († 27 juin 2015).
- 29 juin :
  - Piero Dorazio, peintre italien († 17 mai 2005).
  - Thérèse Killens, femme politique fédérale du Québec.
  - Karl Ravens, homme politique allemand († 8 septembre 2017).
- 30 juin : Albert Eloy, footballeur français († 8 décembre 2008).

## Juillet
- 1er juillet:
  - Maurice Carrier, professeur et historien québécois né à Windsor († 5 mars 2017).
  - Ram Naresh Yadav, homme politique indien († 22 novembre 2016).
- 2 juillet : Maria Fabrizia Baduel Glorioso, femme politique italienne († 8 avril 2017).
- 3 juillet :
  - Pierre Lévêque, historien français († 29 janvier 2017).
  - Tim O'Connor, acteur américain († 5 avril 2018).
  - Ken Russell, réalisateur, scénariste, acteur, producteur, monteur et directeur de la photographie britannique († 27 novembre 2011).
  - Lynn Stalmaster, directeur de casting américain († 12 février 2021).
  - Jean Prodromidès, compositeur français († 17 mars 2016).
  - Charles Vandenhove, architecte belge († 22 janvier 2019).
  - Claude Viseux, peintre, sculpteur et graveur aquafortiste et lithographe français († 9 novembre 2008).
- 4 juillet :
  - Gina Lollobrigida, actrice italienne († 16 janvier 2023).
  - Neil Simon, producteur, dramaturge et scénariste américain († 26 août 2018).
- 6 juillet : Janet Leigh, actrice américaine († 3 octobre 2004).
- 7 juillet :
  - Pierre Blois, gymnaste français († 31 mars 2018).
  - Germán Cobos, acteur espagnol († 12 janvier 2015).
  - Henri Diricx, footballeur belge († 26 juin 2018).
  - René Gaulon, joueur et entraineur de football franco-béninois († 19 avril 2012).
  - Roman Halter, peintre, écrivain et architecte polonais († 30 janvier 2012).
  - Martin Ransohoff, producteur de cinéma et de télévision américain († 13 décembre 2017).
  - Heinz Satrapa, joueur et entraineur de football allemand qui a pratiqué son sport en Allemagne de l'Est († mars 2001).
  - Doc Severinsen, trompettiste et chef d'orchestre de jazz américain.
- 8 juillet :
  - Willy De Clercq, homme politique belge († 28 octobre 2011).
  - Robert McKenna, évêque catholique américain († 16 décembre 2015).
- 9 juillet : Leonard Kelly, joueur canadien de hockey sur glace († 2 mai 2019).
- 10 juillet :
  - Marcel Azzola, accordéoniste français († 21 janvier 2019).
  - Léonce Deprez, sportif et homme politique français († 7 juillet 2017).
  - Angelo Di Marco, dessinateur de presse et de bandes dessinées français († 21 décembre 2016).
  - David Dinkins, homme politique américain († 23 novembre 2020).
  - William Smithers, acteur américain.
- 11 juillet : Claude Prosdocimi, joueur et entraineur de football français († 14 décembre 2016).
- 12 juillet : 
  - Tom Benson, homme d'affaires américain († 15 mars 2018).
  - Antoine Ier d'Érythrée, primat de l'Église érythréenne orthodoxe († 9 février 2022).
- 13 juillet :
  - Nicola Simbari, peintre italien († 11 décembre 2012).
  - Simone Veil, femme politique française († 30 juin 2017).
- 14 juillet :
  - Louis David, paléontologue français († 15 octobre 2016).
  - Raoul Van Caenegem, professeur et historien belge († 15 juin 2018).
- 15 juillet : 
  - Joe Turkel, acteur américain († 27 juin 2022).
  - Bob Noorda, Graphic designer américain († 11 janvier 2010).
- 16 juillet :
  - Jacques Giraldeau, réalisateur, directeur de la photographie, scénariste, producteur et monteur québécois († 28 février 2015).
  - Carmelo Torres, matador mexicain († 29 janvier 2003).
- 17 juillet : Trixie Gardner, femme politique britannique († 14 avril 2024).
- 18 juillet :
  - Claude Bellegarde, peintre français († 27 mai 2019).
  - Antonio García-Trevijano, juriste, avocat, homme politique, critique d'art et penseur républicain espagnol († 28 février 2018).
  - Ludwig Harig, écrivain allemand († 5 mai 2018).
  - Wilfrid Lemoine, poète, romancier, et essayiste québécois († 28 septembre 2003).
  - Kurt Masur, chef d'orchestre allemand († 19 décembre 2015).
- 19 juillet :
  - Simone Dat, artiste peintre française († 4 janvier 2018).
  - Gaston Poulain, évêque catholique français, évêque émérite de Périgueux († 24 octobre 2015).
- 20 juillet : 
  - Lyudmila Alexeyeva, historienne et militante des droits de l'homme soviétique, russe et américaine († 8 décembre 2018).
  - Michael Gielen, chef d'orchestre et compositeur autrichien († 8 mars 2019).
- 21 juillet :
  - Michael Janisch, acteur autrichien († 29 novembre 2004).
  - Macha Rolnikaite, survivante et un témoin de la Shoah († 7 avril 2016).
- 22 juillet : Johan Ferner, skipper norvégien († 24 janvier 2015).
- 23 juillet :
  - Jacqueline Caurat, présentatrice, animatrice de télévision et journaliste française († 22 mai 2021).
  - Robert Lechêne, journaliste français († 19 avril 2022).
  - Elliot See, astronaute américain († 28 février 1966).
- 24 juillet : 
  - Wilfred Josephs, compositeur britannique († 17 novembre 1997).
  - Claude Sarraute, femme de lettres et journaliste française († 20 juin 2023).
- 25 juillet : Midge Decter, journaliste américain († 9 mai 2022).
- Vazquez de Sola, dessinateur espagnol (†26 septembre 2024).
- 26 juillet : Lorenza Mazzetti, réalisatrice, peintre et écrivaine italienne († 4 janvier 2020).
- 27 juillet : 
  - Gisèle Halimi, avocate, militante féministe et femme politique franco-tunisienne († 28 juillet 2020).
  - Krishna Baldev Vaid, écrivain, dramaturge, diariste et universitaire indien († 6 février 2020).
  - Franz Weber, humaniste, écologiste, écrivain et journaliste suisse († 2 avril 2019).
- 28 juillet : John Ashbery, poète, essayiste, critique littéraire, dramaturge, traducteur et professeur d'université américain († 3 septembre 2017).
- 30 juillet : Richard Johnson, acteur britannique († 6 juin 2015).
- 31 juillet : 
  - Felix Browder, mathématicien américain († 10 décembre 2016).
  - Cecilia Mangini, photographe italienne († 21 janvier 2021).
  - Michel Nourry, peintre français († 13 janvier 2006).

## Août
- 1er août : André Cools, homme politique belge († 18 juillet 1991).
- 2 août : Peter Swinnerton-Dyer, mathématicien britannique († 26 décembre 2018).
- 3 août : Georges Item, peintre suisse († 31 mars 1990).
- 4 août : Juliette de La Genière, archéologue française († 6 juin 2022).
- 5 août : Leon Mestel, astronome britannique († 15 septembre 2017).
- 6 août :
  - Jean Elleinstein, historien français († 16 janvier 2002).
  - Pepín Martín Vázquez, matador espagnol († 27 février 2011).
  - Theodor Wagner, footballeur autrichien († 21 janvier 2020).
- 7 août :
  - Edwin Edwards, homme politique américain († 12 juillet 2021).
  - Adolfo Mexiac, graveur, peintre, muraliste et professeur mexicain († 13 octobre 2019).
- 8 août :
  - Bill Gadsby, joueur de hockey sur glace canadien († 10 mars 2016).
  - Sviatoslav Fiodorov, ophtalmologue et chirurgien soviétique puis russe († 2 juin 2000).
- 9 août :
  - Mario David, acteur français († 29 avril 1996).
  - Alois De Hertog, coureur cycliste belge († 22 novembre 1993).
  - Daniel Keyes, écrivain américain († 15 juin 2014).
  - Marvin Minsky, scientifique américain († 24 janvier 2016).
  - Robert Shaw, acteur, scénariste et écrivain britannique († 28 août 1978).
  - Kalevi Tuominen, joueur et entraîneur de basket-ball finlandais  († 23 janvier 2020).
- 10 août :
  - Pierre Fichet, peintre français († 8 janvier 2007).
  - Vittorio Gregotti, architecte italien († 15 mars 2020).
- 11 août :
  - Giancarlo Astrua, coureur cycliste italien († 29 juillet 2010).
  - Pentti Holappa, écrivain et poète finlandais († 10 octobre 2017).
- 14 août :
  - Roger Carel (Bancherel), comédien français († 11 septembre 2020).
  - Agostino Coletto, coureur cycliste italien († 1er juin 2016).
  - Sydney Patterson, coureur cycliste australien († 29 novembre 1999).
- 18 août : Rosalynn Carter, personnalité politique américaine († 19 novembre 2023).
- 19 août : 
  - Emil Cimiotti, sculpteur allemand († 13 octobre 2019).
  - L. Q. Jones, acteur, producteur, réalisateur et scénariste américain († 9 juillet 2022).
- 20 août : Jimmy Raney, guitariste de jazz américain († 10 mai 1995).
- 21 août :
  - Danilo Barozzi, coureur cycliste italien († 25 mars 2020).
  - Lucien Langlet, peintre français († 5 février 1985).
  - Thomas S. Monson, dirigeant religieux américain († 2 janvier 2018).
  - Raghbir Singh Bhola, joueur de hockey sur gazon indien († 21 janvier 2019).
- 23 août :
  - Dick Bruna, dessinateur néerlandais († 16 février 2017).
  - Arthur Jobin, plasticien, peintre, sérigraphe et sculpteur suisse († 6 novembre 2000).
  - Philippe Mestre, homme politique français († 25 avril 2017).
  - Peter Wyngarde, acteur britannique († 15 janvier 2018).
- 24 août : Guido Ceronetti, poète, penseur, journaliste, dramaturge et marionnettiste italien  († 13 septembre 2018).
- 25 août : Michel Coloni, évêque catholique français, archevêque émérite de Dijon († 6 juillet 2016).
- 27 août : Gilbert André, homme politique français († 3 octobre 2018).
- 29 août : Édouard Salzborn, footballeur français († 22 février 2013).
- 30 août :
  - Mario Bortolotto, critique musical italien († 27 septembre 2017).
  - Bill Daily, acteur américain († 4 septembre 2018).
  - Piet Kee, compositeur et organiste néerlandais († 25 mai 2018).
- 31 août : Anthony Bate, acteur britannique († 19 juin 2012).

## Septembre
- 2 septembre :
  - Dominique Frelaut, homme politique français († 9 juillet 2018).
  - Milo Hamilton, commentateur sportif de matchs de baseball américain († 17 septembre 2015).
  - Francis Matthews, acteur britannique († 14 juin 2014).
- 4 septembre : Alberto Guzmán, sculpteur français d'origine péruvienne († 2 novembre 2017).
- 5 septembre :
  - Michael Lees, acteur anglais († 15 juin 2004).
  - Paul Volcker, économiste américain († 8 décembre 2019).
- 6 septembre :
  - Émile Daniel, joueur et entraîneur de football français († 2 janvier 2016).
  - Marcel Golay, astronome suisse († 9 avril 2015).
  - Susanne Voigt, sculptrice autrichienne († 31 mars 2016).
- 9 septembre : Elvin Jones, batteur de jazz américain († 18 mai 2004).
- 11 septembre :
  - Jean Dinh Van, artisan joaillier français († 3 juillet 2022).
  - Luc Versteylen, homme politique belge († 10 février 2021).
- 12 septembre :
  - Aline Dallier-Popper, universitaire et critique d'art française († 5 février 2020).
  - Jean Maufay, peintre français († 14 décembre 2016).
- 13 septembre :
  - Henri Bayard, homme politique français († 3 mai 2017).
  - Wladislaw Kowalski, footballeur français († 15 avril 2007).
- 14 septembre :
  - Jim Fanning, joueur et manager canadien des Ligues majeures de baseball († 25 avril 2015).
  - Maurice Pons, écrivain, romancier et nouvelliste français († 8 juin 2016).
  - Edmund Casimir Szoka, cardinal américain, gouverneur émérite de la Cité du Vatican († 20 août 2014).
- 15 septembre :
  - Margaret Keane, peintre américaine († 26 juin 2022).
  - Jacques Reverchon, peintre, graveur et illustrateur français († 21 mai 1968).
  - Jean-Marie Toulgouat, peintre français († 10 janvier 2006).
- 16 septembre : 
  - Peter Falk, acteur américain († 23 juin 2011).
  - Jack Kelly, acteur américain († 7 novembre 1992).
  - M. Leelavathy, écrivaine indienne.
- 18 septembre :
  - Hugo Dollheiser, joueur de hockey sur gazon allemand († 7 octobre 2017).
  - Phyllis Kirk, actrice américaine († 19 octobre 2006).
- 19 septembre :
  - Guy Bardone, peintre, aquarelliste, lithographe et illustrateur français († 27 juillet 2015).
  - Harold Brown, physicien et homme politique américain († 4 janvier 2019).
  - Alfio Contini, directeur de la photographie italien († 23 mars 2020).
- 20 septembre :
  - John Dankworth, compositeur et acteur britannique († 6 février 2010).
  - Red Mitchell, contrebassiste de jazz américain († 8 novembre 1979).
- 21 septembre :
  - Maurice Lemire, historien de la littérature, professeur et chercheur canadien († 4 avril 2019).
  - Owen Stuart Aspinall, homme politique américain († 7 février 1997).
- 22 septembre : Heikki Kirkinen, historien finlandais († 9 janvier 2018).
- 24 septembre :
  - René Ginet, zoologiste et spéléologue français († 7 janvier 2014).
  - Arthur Malet, acteur britannique († 18 mai 2013).
  - Kayama Matazo, peintre japonais († 6 avril 2004).
  - Stephen Edward Smith, analyste financier et stratège politique américain († 19 août 1990).
  - Harald Weinrich, linguiste allemand († 27 février 2022).
- 25 septembre : Tancredi Parmeggiani, peintre italien († 27 septembre 1964).
- 26 septembre :
  - François Heaulmé, peintre expressionniste français de l'École de Paris († 23 octobre 2005).
  - Romano Mussolini, pianiste de jazz et peintre italien († 3 février 2006).
- 27 septembre :
  - Leïla Menchari, décoratrice, créatrice et féministe tunisienne († 4 avril 2020).
  - Bror Jacques de Wærn, acteur, peintre et maître héraldiste suédois († 4 février 2013).
  - David Weiss Halivni, rabbin américano-israélien († 29 juin 2022).
- 28 septembre : Ermanno Rea, journaliste et écrivain italien († 13 septembre 2016).
- 30 septembre :
  - Sigurður Helgason, mathématicien islandais († 3 décembre 2023).
  - William S. Merwin, poète américain († 15 mars 2019).

## Octobre
- 1er octobre :
  - Tom Bosley, acteur américain († 19 octobre 2010).
  - Yaakov Ben Yezri, homme politique israélien († 17 février 2018).
- 2 octobre : 
  - Jacques Fauché, peintre français († 17 juin 2013).
  - Uta Ranke-Heinemann, théologienne allemande († 25 mars 2021).
  - Claude Taittinger, homme d'affaires français († 3 janvier 2022).
- 3 octobre :
  - Kenojuak Ashevak, artiste canadien († 8 janvier 2013).
  - Nancy Dupree, archéologue et écrivaine américaine († 10 septembre 2017).
  - Paul Reynard, peintre, professeur de dessin et peinture français († 28 octobre 2005).
- 4 octobre :
  - Roberto Bussinello, pilote automobile italien († 24 août 1999).
  - Vladimír Kobranov, joueur de hockey sur glace tchèque († 25 octobre 2015).
- 6 octobre :
  - Emmanuel III Karim Delly, cardinal irakien, patriarche chaldéen de Babylone († 8 avril 2014).
  - Phil Maloney, entraîneur et joueur de hockey sur glace canadien († 21 février 2020).
  - Max Schellenberg, coureur cycliste suisse († 26 mai 2000).
- 7 octobre : Mykolas Burokevičius, homme politique lituanien († 20 janvier 2016).
- 8 octobre : Raymond Chow, producteur de film et animateur de télévision hongkongais († 2 novembre 2018).
- 9 octobre : René Groebli, photographe et photojournaliste suisse.
- 10 octobre :
  - Dana Elcar, acteur américain († 6 juin 2005).
  - Jean Mankowski, footballeur français († 7 janvier 1966).
- 11 octobre :
  - James Prior, homme politique britannique († 12 décembre 2016).
  - Philippe Roman, peintre français († 6 février 1999).
- 13 octobre :
  - Lee Konitz, saxophoniste de jazz américain († 15 avril 2020).
  - Bob Smalhout, médecin, professeur d'université, chroniqueur et homme politique néerlandais († 2 juillet 2015).
- 14 octobre :
  - Juan Hidalgo Codorniu, compositeur avant-gardiste espagnol († 26 février 2018).
  - Thomas Luckmann, sociologue allemand († 10 mai 2016).
  - Roger Moore, acteur britannique († 23 mai 2017).
  - Herbert Strabel, directeur artistique allemand († 21 octobre 2017).
- 15 octobre : Jeannette Charles, actrice britannique († 2 juin 2024).
- 16 octobre :
  - Günter Grass, écrivain allemand († 13 avril 2015).
  - Eileen Ryan, actrice américaine († 9 octobre 2022).
- 17 octobre : Jalila Hafsia, journaliste et écrivaine tunisienne († 10 août 2023).
- 18 octobre : George C. Scott, acteur américain († 22 septembre 1999).
- 19 octobre :
  - Pierre Alechinsky, peintre et graveur belge.
  - Alfred Pauletto, peintre, dessinateur, graphiste et illustrateur suisse († 24 décembre 1985).
  - Guy Poitevin, joueur et entraîneur de football français († 2 décembre 2008).
  - Hans Schäfer, footballeur international allemand († 7 novembre 2017).
- 22 octobre :
  - Gilbert Belin, sculpteur et homme politique français († 13 février 2020).
  - Oscar Furlong, joueur de basket-ball argentin († 11 juin 2018).
  - James Grout, acteur anglais († 24 juin 2012).
- 23 octobre :
  - Erich Gräßer, professeur d'université, théologien protestant et homme politique allemand († 2 juin 2017).
  - Leszek Kołakowski, philosophe polonais († 17 juillet 2009).
  - Sadi, musicien de jazz belge († 20 février 2009).
- 24 octobre : Raymond Van Dormael, footballeur belge († 27 février 2008).
- 25 octobre :
  - Jorge Batlle, homme d'État uruguayen († 24 octobre 2016).
  - Barbara Cook, actrice et chanteuse américaine († 8 août 2017).
- 26 octobre : Warne Marsh, saxophoniste de jazz américain († 17 décembre 1987).
- 27 octobre :
  - Dominick Argento, compositeur d'opéras, de cycles de mélodies, d'œuvres chorales et de compositions pour orchestre américain († 20 février 2019).
  - Gilbert Bécaud, chanteur français († 19 décembre 2001).
  - Pierre Bertrand,  joueur de rugby à XV français († 13 novembre 2018).
- 30 octobre :
  - Bob van den Born, illustrateur néerlandais († 27 novembre 2017).
  - Will (Willy Maltaite), dessinateur et scénariste de bande dessinée et peintre belge († 18 février 2000).
- 31 octobre :
  - Roger Kahn, journaliste et essayiste américain († 6 février 2020).
  - Agop Terzan, astronome français († 4 avril 2020).

## Novembre
- 1er novembre :
  - Paul Niedermann, journaliste et photographe juif français († 7 décembre 2018).
  - Marcel Ophüls (Oppenheimer), réalisateur français († 24 mai 2025).
- 2 novembre :
  - Steve Ditko, dessinateur et scénariste de comics américain († 29 juin 2018).
  - John Sainsbury, homme politique britannique († 14 janvier 2022).
  - Jef Van der Linden, footballeur belge († 8 mai 2008).
- 3 novembre : Arlette Thomas, comédienne française († 13 mai 2015).
- 4 novembre : Bobby Breen, acteur et chanteur américain († 19 septembre 2016).
- 5 novembre :
  - Ellie Mannette, musicien trinidadien spécialiste de steel drum († 29 août 2018).
  - Francesco Smalto, couturier italien († 5 avril 2015).
- 6 novembre : Michel Verret, philosophe et sociologue français († 28 novembre 2017).
- 7 novembre : Hiroshi Yamauchi, homme d'affaires japonais († 19 septembre 2013).
- 8 novembre :
  - Ken Dodd, humoriste de stand-up et auteur-compositeur britannique († 11 mars 2018).
  - Peter Munk, homme d'affaires canadien († 28 mars 2018).
- 9 novembre : André Schwager, footballeur français († 25 janvier 2012).
- 10 novembre : Pierre Vallon, homme politique français († 24 octobre 2016).
- 11 novembre :
  - Mose Allison, pianiste, chanteur et occasionnellement trompettiste américain († 15 novembre 2016).
  - Michel Habera, footballeur polonais naturalisé français († 1988).
- 12 novembre : John Hollis, acteur anglais († 18 octobre 2005).
- 15 novembre : Jacqueline Duhême, écrivaine et illustratrice française († 1er mars 2024).
- 16 novembre : Franz Jalics, prêtre jésuite et écrivain hongrois († 13 février 2021).
- 17 novembre : Mohamed Diab Al Attar, footballeur égyptien († 30 décembre 2016).
- 18 novembre : Eldar Riazanov, réalisateur soviétique puis russe († 30 novembre 2015).
- 20 novembre : Vakhtang Balavadze, lutteur soviétique puis géorgien († 25 juillet 2018).
- 21 novembre :
  - Gordon Christian, joueur de hockey sur glace américain († 2 juin 2017).
  - John Noah, joueur de hockey sur glace américain († 3 septembre 2015).
  - Barbara Rütting, actrice, écrivaine et femme politique allemande († 28 mars 2020).
- 23 novembre :
  - Odvar Nordli, homme d'État norvégien († 9 janvier 2018).
  - Angelo Sodano, cardinal italien, doyen du collège cardinalice († 27 mai 2022).
- 24 novembre :
  - Agustín Edwards Eastman, entrepreneur et journaliste chilien († 24 avril 2017).
  - Ahmadou Kourouma, écrivain ivoirien († 11 décembre 2003).
  - Charles Osborne, journaliste, poète, écrivain et critique australien († 23 septembre 2017).
- 26 novembre : Jean-Pierre Darras, acteur français († 5 juillet 1999).
- 27 novembre : Guy Fallot, violoncelliste français († 25 juillet 2018).
- 28 novembre :
  - Marie-Françoise de L'Espinay, peintre, dessinatrice et lithographe française († 2 août 2021).
  - Abdul Halim Muadzam Shah, sultan de l'État de Kedah en Malaisie († 11 septembre 2017).
- 29 novembre :
  - Rupert Crosse, acteur américain († 5 mars 1973).
  - Derek Day, joueur de hockey sur gazon britannique († 7 mars 2015).
  - Narciso Parigi, chanteur et acteur italien († 25 janvier 2020).
  - Vin Scully, commentateur sportif de radio et de télévision américain († 2 août 2022).

## Décembre
- 3 décembre : Richard Pankhurst, historien britannique († 16 février 2017).
- 4 décembre :
  - Gae Aulenti, architecte, architecte d'intérieur et théoricienne d'architecture italienne († 31 octobre 2012).
  - Isabelle Rapin, neurologue américaine († 24 mai 2017).
  - Pierre Roussel, peintre et judoka français († 22 février 1996).
  - Rafael Sánchez Ferlosio, écrivain réaliste et fantastique, essayiste et libre-penseur espagnol († 1er avril 2019).
- 5 décembre : Rama IX, roi de Thaïlande († 13 octobre 2016).
- 6 décembre :
  - Nicolás Pérez González, chanteur et compositeur paraguayen († 16 mai 1991).
  - Jan Meyer, peintre, lithographe et graveur au carborundum néerlandais († 27 mai 1995).
  - Vladimir Naoumov, réalisateur et scénariste soviétique puis russe († 29 novembre 2021).
- 7 décembre : Henri Zajdenwergier, déporté français, survivant de la Shoah († 20 mai 2024).
- 8 décembre :
  - Jean Cuillerat, peintre français († 4 juin 1998).
  - Vladimir Shatalov, cosmonaute soviétique puis russe († 15 juin 2021).
- 9 décembre :
  - Thérèse Clerc, militante féministe française († 16 février 2016).
  - Pierre Henry, compositeur français († 5 juillet 2017).
- 11 décembre :
  - Ricardo Bordallo, homme politique de Guam († 31 janvier 1990).
  - Stein Eriksen, skieur alpin norvégien († 27 décembre 2015).
- 13 décembre :
  - John Hewie, joueur et entraineur de football écossais († 11 mai 2015).
  - Jan Meyer, peintre, lithographe et graveur au carborundum néerlandais  († 27 mai 1995).
- 14 décembre :
  - Norbert Konter, footballeur et homme politique luxembourgeois († 26 septembre 2018).
  - Jacques Lalande, peintre figuratif français († 8 mars 2003).
  - Irving Lavin, historien de l'art américain († 3 février 2019).
  - Jean-Paul Sac, résistant français († 28 novembre 1944).
  - Nikolay Tatarinov, pentathlonien soviétique puis russe († 29 mai 2017).
- 15 décembre : Paul Lombard, homme politique français († 7 juin 2020).
- 16 décembre :
  - Peter Dickinson, poète et écrivain britannique († 16 décembre 2015).
  - Robert Molimard, médecin et professeur de médecine français († 9 janvier 2020).
- 17 décembre :
  - Mohammad Bahr al-Ouloum, homme politique irakien († 7 avril 2015).
  - Adolfo Grosso, coureur cycliste italien († 28 juillet 1980).
  - Gordon Sato, biologiste cellulaire américain († 31 mars 2017)
- 18 décembre :
  - Ramsey Clark, homme politique américain († 9 avril 2021).
  - Christian d'Orgeix, peintre français († 5 mai 2019).
- 20 décembre :
  - Michael Beaumont, 22e seigneur de Sercq († 3 juillet 2016).
  - Umberto Colombo, scientifique et homme politique italien († 13 mai 2006).
  - T'ang Haywen, peintre français d'origine chinoise († 9 septembre 1991).
  - Kim Young-sam, homme d'État et président de la République sud-coréen († 22 novembre 2015).
- 23 décembre :
  - John Cockett, joueur  de hockey sur gazon britannique († 16 février 2020).
  - Edith Irby Jones, cardiologue afro-américaine († 15 juillet 2019).
  - Stanley Wolpert, indianiste américain († 19 février 2019).
- 24 décembre :
  - Richard Highton, zoologiste américain († 19 février 2025).
  - Angelika Schrobsdorff, romancière allemande († 31 juillet 2016).
  - Mary Higgins Clark, écrivaine américaine  († 31 janvier 2020).
- 25 décembre :
  - René Hauss, joueur et entraîneur de football français († 6 décembre 2010).
  - Ram Narayan, musicien indien († 9 novembre 2024).
- 26 décembre :
  - Henri Lachièze-Rey, peintre français († 14 juillet 1974).
  - Denis Quilley, acteur anglais († 5 octobre 2003).
- 28 décembre : 
  - Oleg Karavaïtchouk, pianiste et compositeur soviétique († 13 juin 2016).
  - Edward Babiuch, homme d'État polonais († 2 février 2021).
- 29 décembre :
  - Giorgio Capitani, réalisateur italien († 25 mars 2017).
  - Yehoshua Glazer, footballeur international israélien († 29 décembre 2018).
- 30 décembre :
  - Robert Guillaume, acteur, producteur de télévision et réalisateur américain († 24 octobre 2017).
  - Robert Hossein, acteur et metteur en scène français († 31 décembre 2020).
  - Hamed Karoui, homme d'État et médecin tunisien († 27 mars 2020).

## Date inconnue
- Émile Biayenda, cardinal congolais, archevêque de Brazzaville († 23 mars 1977).
- Dzeliwe du Swaziland, reine de Swaziland († (2003).
- Antoine Lahd, général libanais († 10 septembre 2015).
- Pierre Matthey, peintre suisse († 23 février 2014).